# Horacio Marassi
Horacio Marassi (1951) es un actor de cine y teatro argentino.

## Carrera
Sus primeros trabajos como actor fueron para la Compañía Argentina de Mimo en 1976, colectivo cuyas obras eran a menudo prohibidas por la dictadura cívico-militar. Antes de dedicarse a la actuación, había estudiado fotografía y trabajaba como electricista, oficio que heredó de su padre. Posteriormente, con veintitrés años de edad, empezó a formarse como mimo después de ver a Marcel Marceau en la televisión.  En la Compañía Argentina de Mimo coincidió en los escenarios con Carlos Occhipinti, Gabriel Chame Buendia y Verónica Llinás. Una vez disuelta dicha compañía, Marassi se apartó del teatro gestual durante la década de 1990 para dedicarse a hacer obras de teatro convencional, con dramaturgos como Norman Briski, Ricardo Bartis y Pompeyo Audivert, y compartiendo escenarios con actores como Luis Machín, Alejandro Catalán y Rafael Spregelburd. Más tarde formó parte de la obra La escuálida familia de la directora Lola Arias y Hamlet de William Shakespeare y Woyzeck de Emilio García Wehbi.
En lo tocante a su trayectoria cinematográfica, formó parte del reparto de Historias extraordinarias (2008) de Mariano Llinás, donde interpretó al granjero Saponara. El director de la película comentó: «Creo que Marassi tiene la mejor cualidad posible que puede tener un actor: es como un animal. Es un actor casi imposible de dirigir». Asimismo, actuó en otros filmes como Hombre mirando al sudeste (1986), Asesinato a distancia (1998), Plata quemada (2001) y La cáscara (2007).